# Slaget vid Frigidus
Slaget vid Frigidus ägde rum mellan den 5 och 6 september 394 e.Kr. vid floden Frigidus i Vipava i dagens Slovenien, där den östromerske kejsaren Theodosius I segrade över de västromerska rivalerna Arbogast och Eugenius. Under slaget dödades de båda rivalerna och slaget har betraktats som ett av de blodigaste under forntiden. Detta var också kristendomens slutliga seger över de gamla romerska religionerna. 